# 寺尾英子
寺尾 英子（てらお えいこ、1967年6月6日 - ）は、南海放送 (RNB) のアナウンサー。愛媛県宇摩郡土居町（現・四国中央市）出身。

## 来歴
土居町立土居中学校（現・四国中央市立土居中学校）、愛媛県立土居高等学校、松山大学卒業。
高校時代は教師に誘われて、ソフトボール部に所属。
大学時代はアナウンサーを目指していなかったが、放送研究会に所属。大学4年の春に、中学・高校時代から放送部で頑張っていた友人が短期集中のアナウンサー講座を受けに行くと言い、もう一人同じサークルの友人も行くと言っていて、卒業後のことを何も決めていなかったが講座を受けることにした。
大学を卒業後、1990年に南海放送に入社。
2019年3月1日付で放送制作本部制作局次長に昇進し、同時にRNBアナウンス室室長を務めている。
2022年7月、エフナン四国中央市応援サポーターに就任した。

## 現在の出演番組

### テレビ
- もぎたてテレビ70 → もぎたてテレビ[9]　- ナレーション

### ラジオ
- DR.ケンゴの歯～トフル・ライフ（毎週日曜日）- 進行
- Tips（毎週金曜日）- プレゼンター[10][11]
- 松本隆博の人生遊歩道（毎週日曜日）- プレゼンター[12]

## 過去の出演番組

### テレビ
- ズームイン!!朝![2] - 愛媛担当キャスター
- ズームイン!!SUPER[13] - 愛媛担当キャスター
- 今コレ！シリーズ[13][14]
- 愛顔のえひめ
- 愛顔のWaWaWa[15]
- 愛顔がイチバン[16]
- 特命副知事 みきゃん大作戦
- なんかいNEWS・なんかいNEWSファイナル

### ラジオ
- JOAF!えいこのモーニングおん！[17]
- えいこのWeek-endグリップC@fe[14]
- 梅錦メール通信 寺尾英子の酔ってらっしゃい！[14]
- 英子の日曜はだめよ[14]
- RNBミュージックNOW
- 寺尾英子の青春シャッフル
- うぃず[9]
- 江刺伯洋の土曜はどうよ!? - 「愛媛大学〜研究室からこんにちは！」担当[9]
- 愛媛新聞ニュース

### ラジオドラマ
- 微笑み返し七人のゴースト（2022年10月2日）[18]